# .cyou(نطاق انترنت)
اسم النطاق .cyou هو نطاق عام عالي المستوى (gTLD) في نظام أسماء النطاقات على الإنترنت . تمت إضافت هذا النطاق في مارس 2015، وتم تسويق هذا الاسم على أنه عبارة " أراك ".  
وفقًا لتقارير منظمة IANA المنشورة، فقد تم تفويض اسم النطاق هذا في البداية لشركة صينية هي Beijing Gamease Age Digital Technology Co., Ltd.، وهي شركة في بكين، في 31 مارس 2015.  ثم تم نقله إلى شركة ShortDot SA، وهي شركة لوكسمبورغية ، في 14 مايو 2020. 

## قسم المراجع
1. 1 2  "IANA — Delegation Report for .cyou". www.iana.org. مؤرشف من الأصل في 2024-05-08. اطلع عليه بتاريخ 2021-03-18.
2. ↑  "3 Reasons To Register Your Perfect Domain Name With .cyou - ShortDot Registry". shortdot.bond (بالإنجليزية الأمريكية). 18 Jun 2020. Archived from the original on 2023-10-04. Retrieved 2022-01-06.
3. ↑  "IANA — Transfer Report for cyou". www.iana.org. مؤرشف من الأصل في 2024-05-08. اطلع عليه بتاريخ 2021-03-18.